# أنطيوخوس التاسع
أنطيوخوس التاسع(كزيكونوس) حاكم سلوقي وهو ابن أنطيوخوس السابع وكليوباترا ثيا ، بعد موت ايوه في بارثيا وعمه ديمتيريوس الثاني (الفاتح) عاد عام 129 ق.م امه قامت بارساله إلى كيزيكوس وعاد إلى سوريا في 116 ق.م طالب بالعرش السلوقي من أنطيوخوس الثامن
و قسم سوريا إلى قسمين وقُتل في معركة مع ابن انطيوخوس السابع سلوقس السادس.